# Hassel (Altmark)
Hassel település Németországban, azon belül Szász-Anhalt tartományban. Lakosainak száma 918 fő (2023. december 31.).

## Népesség
A település népességének változása:
| Lakosok száma | 900  | 905  | 915  | 925  | 918  |
|               | 2017 | 2019 | 2021 | 2022 | 2023 |